# Luka Stojković
Luka Stojković (Zagabria, 28 ottobre 2003) è un calciatore croato, centrocampista della Dinamo Zagabria.

## Carriera

### Club
Cresciuto nel settore giovanile della Lokomotiva Zagabria, ha esordito in prima squadra il 3 aprile 2021 disputando l'incontro di Prva HNL perso 0-2 contro l'Hajduk Spalato.

### Nazionale
Ha giocato nelle nazionali giovanili croate Under-16, Under-19 ed Under-21; con quest'ultima nel 2023 ha anche partecipato agli Europei di categoria.

## Statistiche

### Presenze e reti nei club
Statistiche aggiornate al 9 aprile 2022.
| Stagione        | Squadra             | Campionato      | Campionato | Campionato | Coppe nazionali | Coppe nazionali | Coppe nazionali | Coppe continentali | Coppe continentali | Coppe continentali | Altre coppe | Altre coppe | Altre coppe | Totale | Totale |
| Stagione        | Squadra             | Comp            | Pres       | Reti       | Comp            | Pres            | Reti            | Comp               | Pres               | Reti               | Comp        | Pres        | Reti        | Pres   | Reti   |
| --------------- | ------------------- | --------------- | ---------- | ---------- | --------------- | --------------- | --------------- | ------------------ | ------------------ | ------------------ | ----------- | ----------- | ----------- | ------ | ------ |
| apr.-mag. 2021  | Lokomotiva Zagabria | 1.HNL           | 5          | 0          | CC              | -               | -               |                    | -                  | -                  |             | -           | -           | 5      | 0      |
| 2021-2022       | Lokomotiva Zagabria | 1.HNL           | 21         | 0          | CC              | 2               | 0               |                    | -                  | -                  |             | -           | -           | 23     | 0      |
| Totale carriera | Totale carriera     | Totale carriera | 26         | 0          |                 | 2               | 0               |                    | -                  | -                  |             | -           | -           | 28     | 0      |

## Palmarès

### Club

#### Competizioni nazionali
- Campionato croato: 1

Dinamo Zagabria: 2023-2024
- Coppa di Croazia: 1

Dinamo Zagabria: 2023-2024
- Supercoppa di Croazia: 1

Dinamo Zagabria: 2023